# Somluck Kamsing
Somluck Kamsing, noto anche come Somrak Kamsing (in thailandese สมรักษ์ คำสิงห์; 16 gennaio 1973), è un pugile thailandese.
Negli anni 2000 ha partecipato ad alcuni film tra cui Born to Fight - Nati per combattere (2004).

## Palmarès
- Giochi olimpici

Atlanta 1996: oro nei pesi piuma.
- Giochi asiatici

Hiroshima 1994: oro nei pesi piuma.
Bangkok 1998: oro nei pesi piuma.
- Giochi del Sud-est asiatico

Chiang Mai 1995: oro nei pesi piuma.